# 10 Hygiea
10 Hygiea este al patrulea cel mai mare asteroid din Sistemul Solar, după volum și masă, și este situat în centura de asteroizi. Fiind aproape sferic, are diametrul de 407 km, iar masa este estimată la aproximativ 2.9% din masa totală a centurii de asteroizi. El este cel mai mare din clasa C de asteroizi întunecați cu o suprafață carboniferă.
În ciuda dimensiunii sale, datorită suprafeței sale întunecate și distanței de la Soare, este foarte greu de observat de pe Pământ. Din acest motiv, au fost observați mai mulți asteroizi mai mici decât el, înainte ca Annibale de Gasparis să-l fi descoperit pe Hygiea pe data de 12 aprilie 1849.

## Descoperirea asteroidului
Asteroidul a fost descoperit  de astronomul italian Annibale de Gasparis la 12 aprilie 1849 la Napoli, în Italia, primul dintr-un lung șir de descoperiri.

## Denumire
Poartă numele de Hygiea, zeița greacă a sănătății (numele acesteia a dat și cuvântul „igienă”), fiica lui Asclepios (Esculap, în mitologia romană). De Gasparis l-a lăsat pe prietenul său, Ernesto Capocci, să numească asteroidul pentru a-i mulțumi pentru încurajare. Acesta a denumit asteroidul „Igea Bourbonica” (Hygiea Bourbonica), denumirea amintind de familia conducătoare în Regatul celor Două Sicilii, de care aparținea orașul Napoli. Însă astronomul John Russell Hind a păstrat denumirea Hygiea, fără apendicele Bourbon.
Primii asteroizi descoperiți au primit câte un simbol astronomic, iar cel dedicat asteroidului Hygiea este 

## Descriere
Telescopul spațial Hubble a putut să discearnă forma sferică a asteroidului.
Au existat până acum cinci ocultări cunoscute ale stelelor de către 10 Hygiea.